# Pszczółczyn (Podlachie)
Pour les articles homonymes, voir Pszczółczyn.
Pszczółczyn est un village polonais de la gmina de Kobylin-Borzymy, dans le powiat de Wysokie Mazowieckie, voïvodie de Podlachie, au nord-est du pays.
Il est situé à environ 26 km au nord-est de Wysokie Mazowieckie et à 28 km à l'ouest de la capitale régionale Białystok.